# Mamma bisogna vincere
Mamma bisogna vincere è un brano musicale scritto dal paroliere Nisa e musicato da G. Arconi nel 1942. 
Esso è stato composto per sottolineare il valore delle madri italiane che, nell'ottica fascista, venivano equiparate ai soldati al fronte, in prima linea per combattere la guerra che si combatteva a casa, nel quotidiano, ovvero quella contro la fame (Nell'orticello, sotto il pergolato, / strappa quei fior e spargi grano d'or...) e per il mantenimento della forza produttiva del paese. Le madri italiane sono additate come esempi anche per i militari, capaci di stringere la cinghia per mandare avanti la famiglia, addirittura in grado di incitare i figli a resistere (E tu mi scrivi: «Come si può perdere / con un figliolo al fronte como te?...» o ancora Risveglia in te l'ardore / che un giorno hai dato a me)